# 이박 (소설집)

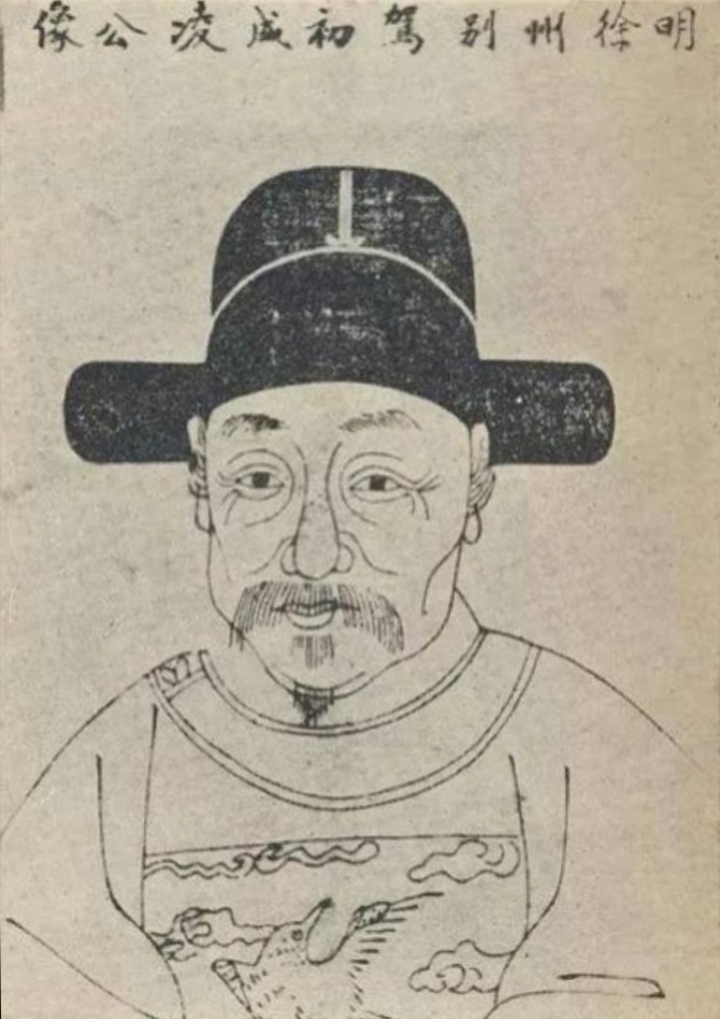
작자 능몽초

이박(二拍)은 통속 단편 소설집이다. 능몽초가 편저를 맡았다.
명말에 발행된 <박안경기(拍案驚奇)> <이각박안경기(二刻拍案驚奇)>의 두 책의 총칭. <삼언>과 마찬가지로 각 40편, 계 80편의 구어 단편소설을 수록했다. <삼언>이 주로 풍몽룡의 장서를 수록한 데 대해서, <이박>은 능몽초의 창작이 많은 것 같으며, 책 이름과 같이 수기(數奇)한 작품도 있으나, 약간 외잡(猥雜)한 면도 포함된다.